# ワン・アメリカン・ムービー
『ワン・アメリカン・ムービー』（1PM）は、アメリカのドキュメンタリー映画である。1968年にジャン＝リュック・ゴダールとD・A・ペネベイカーが共同監督として撮影を開始し、ゴダールが完成を放棄した後、1972年にペネベイカーの手により完成され、『1PM』ないしは『One P.M.』として公開された。
日本ではゴダールが当初つけたタイトル"One A.M."の和訳で知られるが、未公開である。

## 概要
1960年代初頭、ペネベイカーはフランス・パリに滞在中、シャイヨ宮のシネマテーク・フランセーズでヌーヴェルヴァーグの映画作家ゴダールと出会い、映画を共同製作する話が持ちあがった。ゴダールは即座に準備することが可能で、ペネベイカーとリチャード・リーコックもすぐ撮影にとりかかるつもりであったが、結局頓挫してしまった。
数年後、ゴダールのオファーで再び話が持ちあがる。今回はアメリカの公共テレビ局PBSも出資に合意した。ヴェトナム反戦運動にともなって五月革命がパリで起きたように、カリフォルニア州でも起きるというゴダールの主張で、1968年にアメリカのカリフォルニア州バークレー、ニューヨーク市マンハッタンのウォール街とハーレム、ニュージャージー州ニューアークで撮影が行われた。。
本作のメインはブラックパンサー党のエルドリッジ・クレヴァー、当時ヴェトナム反戦運動の戦闘的活動家だったトム・ヘイデン、企業の弁護士ポーラ・マダー（Paula Madder）へのインタビューである。このインタビューの直後にクレヴァーは党の方針との違いを理由にアルジェリアに亡命する。撮影直後の1968年8月末には、ヘイデンがイリノイ州シカゴで行われた民主党全国大会にヴェトナム戦争反対のデモンストレーションを行ない、いわゆる「シカゴ・セブン」として逮捕された。ゴダールの予測通り、まさに本作は激動の時代が動く姿をとらえたことになる。
ほかにも、のちにユニセフ執行理事となる平和運動家のキャロル・ベラミー、ビートジェネレーションの詩人・劇作家のエイミリ・バラ、のちに『ゴダールのリア王』（1987年）とその先行スピンアウト作品『ウディ・アレン会見』（1986年）のプロデューサーとなるトム・ラディ、ロック・バンドのジェファーソン・エアプレイン、前年ゴダールと結婚したばかりのアンヌ・ヴィアゼムスキーも出演する。
ゴダールは撮影後に本作の完成を放棄し、パリに戻って「ジガ・ヴェルトフ集団」の活動に没入する。翌1969年にはロンドンで『ブリティッシュ・サウンズ』、チェコスロバキアで『プラウダ (真実)』、イタリアで『東風』や『イタリアにおける闘争』を矢継ぎ早に撮影し、1970年には『勝利まで』（未完）を撮るべくパレスチナへ向かう。一方ペネベイカーは、この貴重なフィルムを編集し、1971年には本作品を完成させる。そして『ワン・アメリカン・ムービー』から『1PM』と改題して、1972年2月10日にアメリカで公開した。
ちなみにヘイデンは、ゴダールが「ジガ・ヴェルトフ集団」名義で1972年に撮った『万事快調』に出演した「ハノイ・ジェーン」ことジェーン・フォンダと、1973年に結婚（1990年離婚）。同年7月7日にもうけた一児が現在俳優のトロイ・ギャリティである。ヘイデンの「シカゴ・セヴン」の事件はゴダールをインスパイアし、1970年、やはり「ジガ・ヴェルトフ集団」名義で『ウラジミールとローザ』を撮影することになる。

## 作品データ
- カラー作品（16 mm）
- 上映時間：95分[1]
- 上映サイズ：1:1.37（スタンダード・サイズ）

## スタッフ
- 監督：ジャン＝リュック・ゴダール、D・A・ペネベイカー
- 脚本：ジャン＝リュック・ゴダール、D・A・ペネベイカー
- 撮影：リチャード・リーコック、D・A・ペネベイカー
- 編集：D・A・ペネベイカー
- 製作：リチャード・リーコック、D・A・ペネベイカー
- 製作会社：リーコック＝ペネベイカー

## キャスト

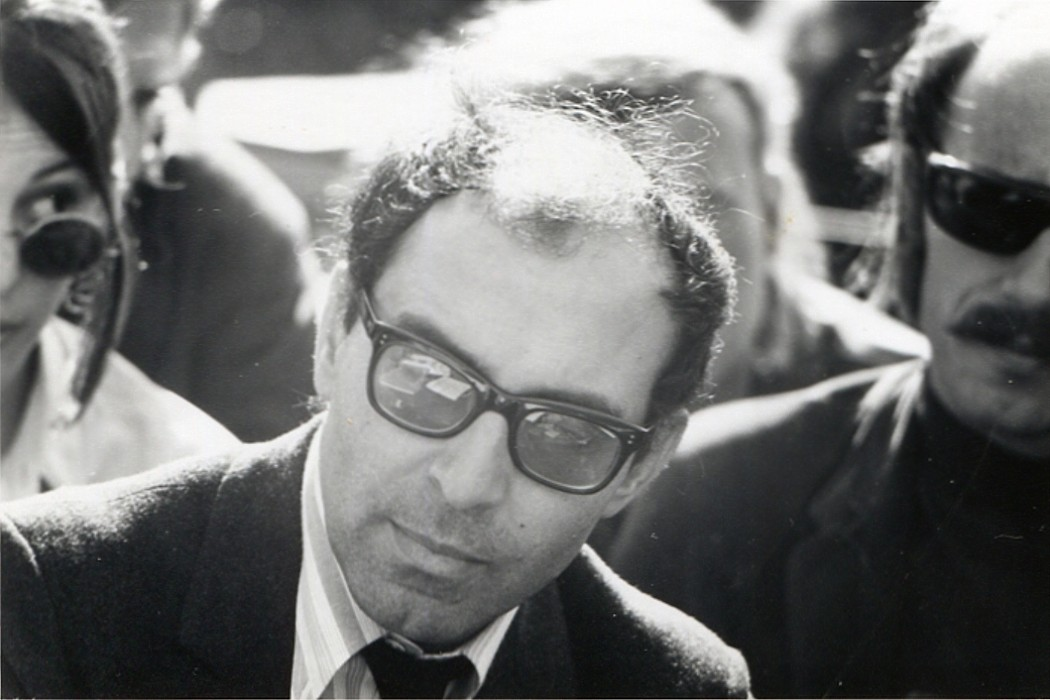
カリフォルニア州バークレーでのゴダールとトム・ラディ（右）。

- マーティ・バリン（Marty Balin、ジェファーソン・エアプレイン）
- グレイス・スリック（Grace Slick、ジェファーソン・エアプレイン）
- キャロル・ベラミー（Carol Bellamy、平和運動家、のちのユニセフ執行理事）
- エイミリ・バラカ（Amiri Baraka、ビートジェネレーションの詩人・劇作家）
- エルドリッジ・クレヴァー（Eldridge Cleaver、ブラックパンサー党）
- トム・ヘイデン（Tom Hayden、直後にシカゴ・セブンとして逮捕）
- メアリー・ランプソン（Mary Lampson、ドキュメンタリー映画の編集技師）
- ポーラ・マダー（Paula Madder、弁護士）
- リップ・トーン
- ジャン＝リュック・ゴダール
- アンヌ・ヴィアゼムスキー
- リチャード・リーコック
- トム・ラディ